# Arc-sur-Tille
Arc-sur-Tille är en kommun i departementet Côte-d'Or i regionen Bourgogne-Franche-Comté i östra Frankrike. Kommunen ligger i kantonen Dijon 2e Canton som tillhör arrondissementet Dijon. År 2022 hade Arc-sur-Tille 2 590 invånare.

## Befolkningsutveckling
Antalet invånare i kommunen Arc-sur-Tille
Referens:INSEE